# (18626) Michaelcarr
(18626) Michaelcarr est un astéroïde de la ceinture principale de la famille de Hungaria.

## Description
(18626) Michaelcarr est un astéroïde de la ceinture principale, de la famille de Hungaria. Il est découvert à Caussols le 27 février 1998 par ODAS. Il présente une orbite caractérisée par un demi-grand axe de 1,91 UA, une excentricité de 0,09 et une inclinaison de 19,8° par rapport à l'écliptique.

## Compléments